# Nørre-Elkjær
Nørre Elkær eller Nørre Elkjær er en herregård i Tversted Sogn i det tidligere Horns Herred, Hjørring Amt, nu Hjørring Kommune i Vendsyssel.
I middelalderen var det en bondegård. Anne Henriksdatter Friis af Haraldskær til Odden bragte ved ægteskab gården til Ove Vincentsen Lunge Dyre til Tirsbæk og Kragerup. 
I 1616 ejede Erik Christoffersen Lunge gården, der da omtaltes som en hovedgård. 
I 1739 overtog godsforvalter Jens Nielsen Brøndlund gården, som var med 217,25 tønder hartkorn fæstegods. 
Enken Anne Margrethe Eylandt afhændede gården i 1789 til fuldmægtig Laurids Bartholin Schmidt, bortauktionerede den til brødrene Henning Fr. Høst Ring og Peder Ring, der straks fik tilkendt kongelig bevilling til bortsalg af fæstegodset uden at miste hovedgårdsfriheden. 
Fæstegods og tiender solgtes derefter løbende, og i 1836 var der kun 4 fæstegårde tilbage. I 1820 erhvervede P. Ring broderens halvdel. P. Ring lod markerne indhegne, og anlagde en stor have, et brændevinsbrænderi og et teglværk. Han tilplantede Elkær Plantage østligst på gårdens jord og Tversted Klitplantage.
Nørre Elkær havde bøndergods i Bunken, Kyllesbæk, Lodskovvad, Råbjerg By og Ålbæk. 

## Ejere
- Henrik Friis
- 1510 ca. Ove Vincentsen Lunge
- 1616 ca. Erik Christoffersen Lunge
- 1627 Henrik Ramel
- 1652 Anna Ramel
- 1662 Alberts Skeel og Erik Christensen Sehested
- 1665 Markor Steensen Rodsteen (en part)
- 1681 Chr, Peter, Margrethe Rodsteen
- 1695 Hans Fr. Levetzow
- 1696 Gert Didrik Levetzow
- 1704 Anders Pedersen Brønsdorph
- 1725 Lukas Kjærulf
- 1725 Lars Borch Hauch
- 1740 Jens Nielsen Brøndlund
- 1789 Lauritds Bartholin Schmidt
- 1799 Henning Fr. Høst Ring og Peder Ring
- 1820 P. Ring (eneejer)
- 1858 Henning Fr. Ring
- 1906-14 Forskellige ejere
- 1914 Hans Claus Chr. Bang
- 1915-59 Forskellige ejere
- 1959 H. Brødsgaard [2]